# 髙山良彦
髙山 良彦（たかやま りょうげん、1969年 - ）は、日本の天台宗僧。

## 経歴・人物
福岡県に生まれる。1988年福岡県立修猷館高等学校を卒業し、同志社大学商学部に進学。大学在学中は仏教に興味は無く、ヨット部に所属し、複数の企業から就職の内定まで得ていたが、ヨット部で比叡山延暦寺の在家修行者の研修道場を使用した際に、後に師僧となる山田能裕に世話になったことから、よく訪ねるようになる。卒業を控え、就職先を決めかねていることを知った能裕の妻が、おみくじの発祥とされる比叡山の元三大師堂でおみくじを引くことを勧め、その父であった第253世天台座主・山田恵諦が直々におみくじを解釈し「君はお寺に入るほうがいい」と言われたことから、就職を断って能裕に弟子入りすることを決意した。
入門し、小僧として、師僧と生活を共にしていた座主の身の回りの世話をしながら、1997年叡山学院専修科を卒業。1998年から三年籠山行（3年間山に籠って行う修行）に入り、百日間の回峰行や、90日間座り続けて座禅に没頭する四種三昧の行を行う。2001年に遂業し、比叡山延暦寺一山戒光院の住職を拝命。
2012年元三大師堂当執事に任ぜられ、3年間の看経行（本堂に泊まり込み膨大な経典や修法を毎日朝昼晩と読み行じ続ける修行）に入り、2015年遂業した。